# Män kan inte våldtas (film)
Män kan inte våldtas är en svensk-finländsk dramafilm från 1978 regisserad av Jörn Donner och baserad på romanen Män kan inte våldtas av Märta Tikkanen.

## Om filmen
Filmen bygger på Märta Tikkanens roman med samma namn, vilken utgavs första gången 1975. Boken omarbetades till filmmanus av Jörn Donner, som även regisserade och producerade. Produktionsbolag var Stockholm Film AB och Jörn Donner Productions Oy. Filmen spelades in mellan den 31 augusti och 15 oktober 1977 i Helsingfors. Den fotades av Bille August och klipptes sedan samman av Irma Taina. Musiken komponerades av Heikki Valpola.
Premiären ägde rum den 25 februari 1978 på biograf Spegeln i Stockholm. Den hade finländsk premiär den 3 mars 1978 och dansk premiär den 18 augusti 1978. 1978 visades den även på London Film Festival och 1979 på Toronto Film Festival. Den visades i Sveriges Television Kanal 1 den 17 februari 1989 och den 4 oktober 2021 samt i TV4 den 27 november 1998. Den utgavs på DVD den 7 maj 2008.

## Rollista
- Anna Godenius – Eva Randers
- Gösta Bredefeldt – Martin Wester, bilförsäljare
- Toni Regnér – Agneta, arbetskamrat till Eva
- Göran Schauman – Bertil, advokat
- Algot Böstman	– Jon Randers, bankkamrer, Evas före detta man
- Christer Björkman – Jockum Randers, Evas och Jons son
- Carl-Axel Heiknert – bowlinginstruktör
- Christina Indrenius-Zalewski – Martins före detta fru
- Nils Brandt – chaufför som ger Eva lift
- Märta Laurent	– Öhman, avdelningschef på biblioteket
- Margit Lindeman – hovmästarinna
- Svante Martin – Svante, kompis till Wester
- Veronika Mattson – Anna Andersson, arbetskamrat till Eva
- Asko Sarkola – tidningsbud
- Lars Svedberg – Pettersson, polis
- Gustav Wiklund	– vaktmästare i bowlinghallen

Röster i den svenska versionen
- Nils Eklund – konferencierns röst
- Jan Nygren – ordförandens röst i biblioteksstyrelsen
- Bert-Åke Varg – den andre bilförsäljarens röst
- Jörn Donner – trafikpolisens röst
- Börje Nyberg – kommentatorns röst vid bowlingtävlingen

## Musik i urval
- "Sarabande" (musik Johann Sebastian Bach)
- "Circus Parade" (musik Camille Sauvage)
- "L'enfance" (musik Janko Nilovic)
- "Ack, Värmeland du sköna" (text Anders Fryxell till värmländsk folkmelodi)
- "A Song" (musik Heikki Valpola, text Tommy Tabermann)